# Homa Vafaie Farley
Homa Vafaie Farley ( en persa: هما وفایی‎   ) es una ceramista iraní. Reside en Abu Dabi.

## Biografía
Vafaie nació en Teherán, Irán. Creció cerca del monte Damavand. Cuando era adolescente se trasladó al Reino Unido para estudiar inglés y en un principio pretendía ser poeta.
Se casó con Michael Farley en Irán,y tuvieron dos hijos. Vafaie no se dedicó a la cerámica hasta después del nacimiento de sus hijos. Tras de un breve acercamiento a la técnica del torno de alfarero en un mercado en 2001,  se inscribió en la escuela de verano en South Nottingham College y Carrington Pottery. Decidió estudiar diseño cerámico en la Escuela de Arte de Glasgow donde se graduó con una licenciatura. Entre sus maestros están Archie McCall, Bill Brown, Jane Hamlyn, John McGuire, Tony Franks, Greg Daly y Ken Eastman.
Vafaie pasó un tiempo en Japón en 2002, donde cambió su estilo cerámico. También se dedicó a las artes marciales. Recibió su cinturón negro de primer dan bajo la dirección del maestro Kang Kyo Sik, seguido de cinturones negros de segundo y tercer dan y luego, en 2013, recibió un cinturón negro honorario de cuarto dan. Enseñó artes marciales en varios países del Medio Oriente, donde vivía. Fue la primera mujer en recibir un cinturón negro en Hapkido Hoi Jeon Moo Sol en el Medio Oriente.
En noviembre de 1994, fundó el Centro de cerámica de Abu Dhabi, que fue inaugurado por Su Alteza Real el Jeque Tahnoon Bin Saeed Al Nahyan. Se creó con la intención de funcionar como un centro para enseñar el arte de la cerámica a todas las edades, niveles de interés, etc., además de contar con una galería para exhibir piezas originales creadas por Vafaie.
En 2000, Vafaie fue invitada a realizar una exposición individual de su trabajo en el Museo del Vidrio Abigneh, en Teherán. Después de su exposición, dos de sus piezas se pasaron a formar parte de la exposición permanente de este museo.
En agosto de 2012, se convirtió en la única artista contemporánea en exhibir su trabajo en el Museo Nacional de Irán (Iran Bastan) tras investigar y recrear una compleja vasija de 4.000 años de antigüedad.